# Juan Martín Cabezalero
Juan Martín Cabezalero (ur. w 1634 w Almadén w La Manchy, zm. w 1673 w Madrycie) – hiszpański malarz i rysownik okresu baroku.
Był uczniem Juana Carreño de Miranda. Malował wyłącznie obrazy religijne. Pozostawał pod silnym wpływem van Dycka.

## Wybrane dzieła
- Komunia św. Teresy – Museo Lázaro Galdiano, Madryt
- Scena z życia św. Franciszka –  232 × 195 cm, Prado, Madryt
- Św. Hieronim –  1666, Meadows Museum, Dallas
- Wniebowzięcie Marii –  209 × 137 cm, Prado, Madryt
- Wniebowzięcie Marii –  ok. 1670, 237 × 169 cm, Prado, Madryt